# ريانون

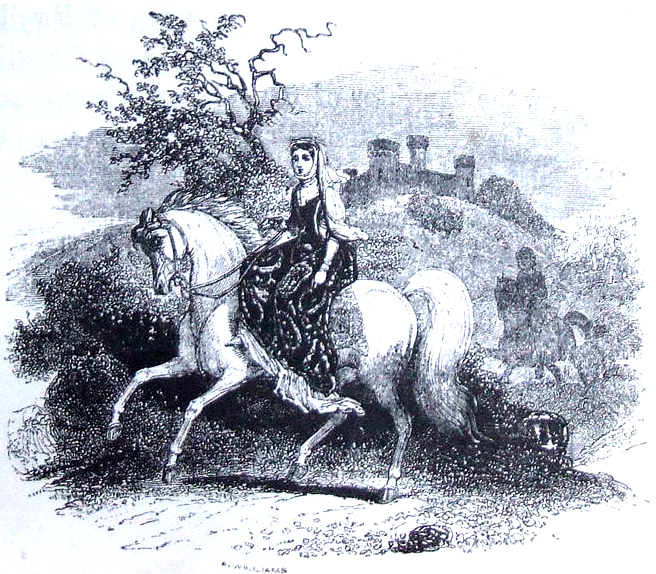
ريانون تركب في ابريث (عام 1877)

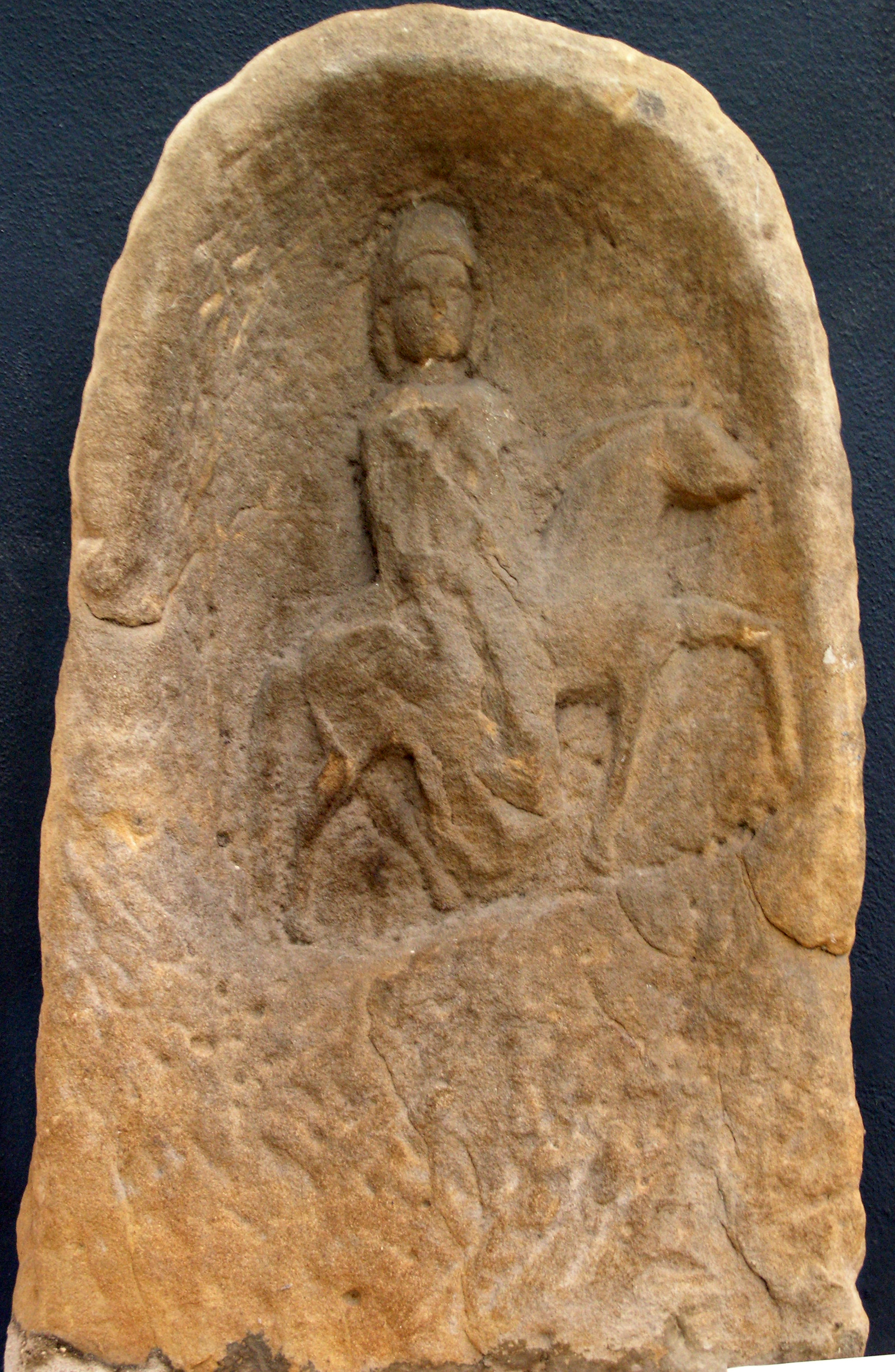

ريانون (بالإنجليزية: Rhiannon)هي شخصية رئيسية في مجموعة القصص مابينوغون الويلزية في العصور الوسطى. تظهر بشكل رئيسي في الفصل الأول من مابينوغون، ومرة أخرى في الفصل الثالث، هي امرأة قوية تختار بويل أمير دايفيد من (غرب ويلز) لتكون رفيقته، مفضلةً له على رجل آخر كانت مخطوبة له بالفعل. تتصف بالذكاء، الجمال، الحنكة السياسية ومشهورة بثروتها وكرمها. لبويل وريانون ابن وهو البطل بريديري، الذي ورث فيما بعد سيادة دايفيد. تتعرض ريانون لمأساة عندما يختطف مولودها الجديد وتتهم بوأد الأطفال. وبصفتها أرملة تزوجت من مناويدان من العائلة المالكة البريطانية، مع الكثير من المغامرات الساحرة. في السبعينات مثل بعض الشخصيات الأخرى في التقاليد الأدبية البريطانية/ الويلزية، قد تكون ريانون انعكاسًا لوثنية قلطية .

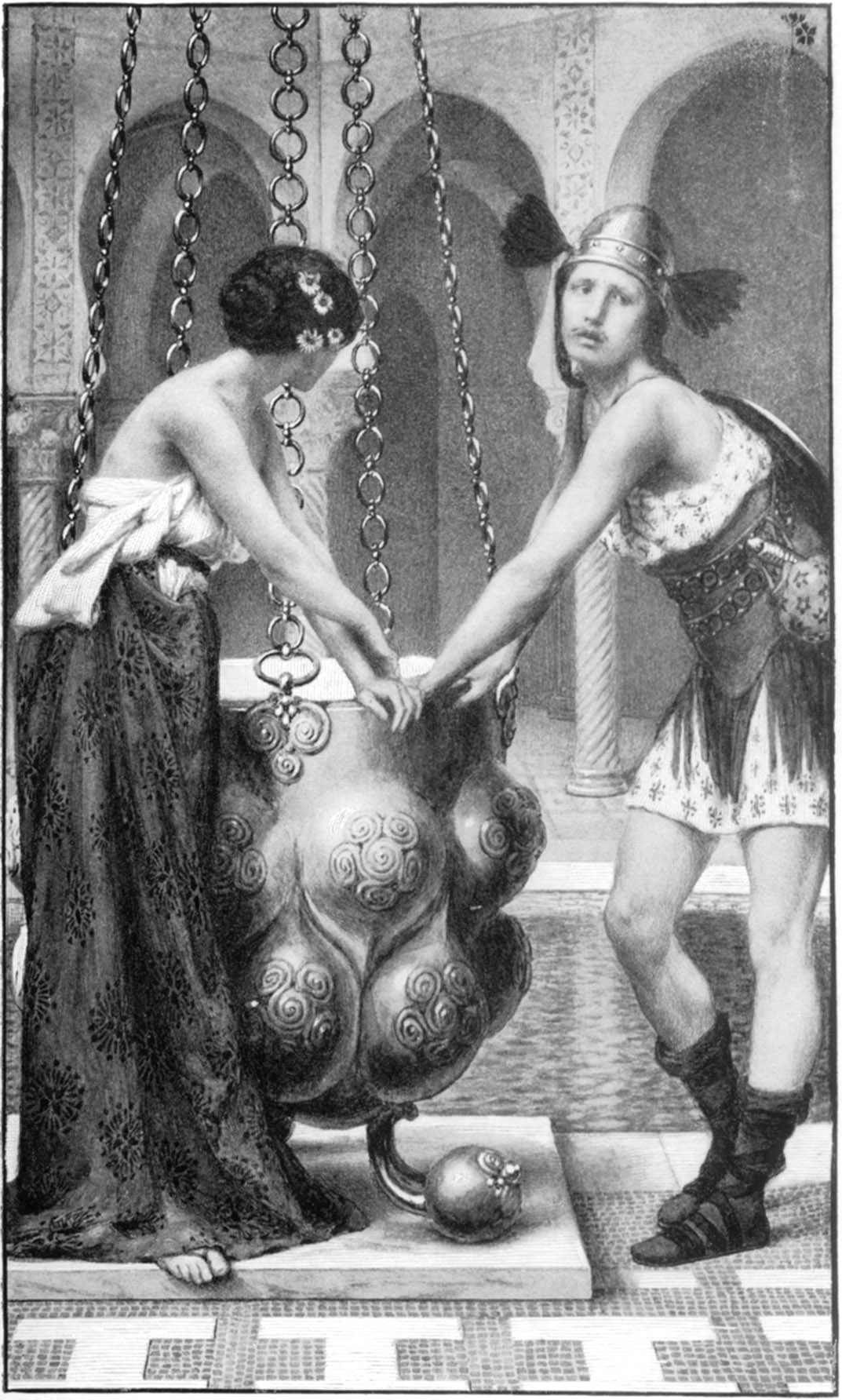
بريديري وريانون في السجن

## التفسيرات الحديثة
تظهر ريانون في العديد من روايات وعروض (مابينوغون) اليوم. هناك أيضًا ثقافة قوية للروايات الخيالية الحديثة. وتشمل أغنية ريانون (1972) من تأليف ايفانجيلاين ويلتون، والتي تعيد سرد الفصل الثالث من مابينوغون.
في الأعمال الفنية، ألهمت ريانون في رسم لوحات فنية. ومن الأمثلة البارزة على ذلك آلان لي 1987 و2001، اللتين تمثلان ترجمتين رئيسيتين لـ مابينوغون، وقد اجتذبت صورها أتباعهم.

## روابط خارجية
- قصة ريانون نسخة محفوظة 26 يناير 2021 على موقع واي باك مشين.